# 텐노스 아테네
텐노스 아테네(天王州 アテネ)는 일본 애니메이션 하야테처럼!의 등장인물이다. 성우는 카와스미 아야코(川澄綾子)다.

## 소개
- 대략 10여년전에, 유치원생이었던 하야테가 만난 금발의 롤 모양 머리의 여자아이.

하야테에게서 그가 붙인 「 아-땅 」이라는 애칭으로 불리고 있다. 산젠인가에 필적하는 대재벌「 텐노우 」가의 
아가씨로 현재 당주. 하쿠오 학원의 현직 이사장이기도 하며,자신도 하쿠오학원 졸업생 
(원작 설정에서는 마리아의 졸업과 교대로 입학해 월반을 하며 히나기쿠가 입학하기 직전에 졸업)
이지만, 10대로 젊음에도 불구하고 그 직함이나 집안, 미모, 명석한 두뇌는 학생들에게 경외감을 갖게 하며 미키,리사(학생회 3인방 중)에 의하면「 하쿠오학원 역대 최강 급의 초천재 」 「 가까이 하는 것조차 꺼려진다 」라고 한다.
그래서 지금 학생 중에서 대등한 친구관계인 사람은 학생회장인 카츠라 히나기쿠뿐인 것 같다.
눈동자의 색은 빨간색이며, 신장은 151cm.
처음으로 등장한 것은 하야테처럼! 단행본 9권의 하야테의 회상장면이지만, 모습이나 본명이 밝혀진 것은 단행본 17권부터이다. 어렸을때는 밖에 나올때 양산을 애용했다. 하야테와 동갑이지만, 그 지식량이나 인생관, 침착한 언행과 말투는 매우 어른스러운 분위기를 느끼게 하여, 하야테는 첫 대면시의 인상을 「 성스럽다는 말이 어울리는 사람이라고 생각했다 」라고 표현하고 있다. 사용하는 사람과 친한 사람의 주위의 모습을 볼 수 있는 「 천구의 거울 」에 마리아의 모습을 비춘 것으로 볼 때, 마리아와 짧지 않은 인연이 있을 것으로 추측된다.
시간의 흐름이 바깥세상보다 느린 「 왕족의 정원성(로열가든) 」에 긴 시간 혼자 살아서 굉장한 고독을 느끼고 있었지만 사는 것에 완전히 지쳐버려 절망하고 있던 어린 시절의 하야테를 만나, 자신의 집사로 삼았다.
그 후 하야테의 몸에 「 신 흉내내기 」라는 불가사의한 힘을 베풀어 그의 신체능력의 기초를 정돈하고 청소의 노하우나 검술, 마음가짐 등을 지도했다.
하야테에게 굉장한 호의와 신뢰를 가지고 있어서 이성과 교제하기 위한 조건으로 「 상냥해야하고, 강해야하고,
부지런해야 한다 」라는 점을 각인 시켰다. 당시 하야테에게 있어서 자신을 솔직하게 인정해준 유일한 사람이며
일찍이 서로를 세상에서 가장 소중한 사람으로 여겨 반지를 주고 받으며 영원한 사랑을 맹세했지만, 여러 가지 오해와
엇갈림이 겹치며 헤어졌다. 하야테와 헤어지며 서로 싸웠을 때, 하야테를 다치지 않게 하기 위해 일부러 둘의 검이 부러지도록 만들어놨었다.
18권보다 성장한 모습을 보이며 현재는 알 수 없는 이유로 닫혀버린 「 왕족의 정원성(로열가든) 」을 미카도보다 먼저 열려고 하는 것 같다. 그리스에서 하야테와 다시 만나지만, 미다스 왕에 조종당해 하야테를 죽이려 하여 그 몸이 침식당하기 직전에 하야테와 이스미, 히나기쿠에 의해 구출된다. 원작의 메인 히로인인 산젠인 나기보다 훨씬 전부터
자세하게 설정이 되어있어 처음엔 아테네가 나기의 이름으로 메인 히로인이 될 예정이었던 작가를 가장 깊게 생각하게 하는 캐릭터 중 한 명.
하야테처럼!! 애니메이션 2기 중 회상 장면 외에 최종화 마지막 장면에 「 왕족의 정원성(로열가든) 」과
어렸을 적의 아테네가 나온다.
현재는 아리스로 나온다. 시로자쿠라의 주인과 3개월 같이 지내면서 배터리(?)의 게이지가 꽉 차서 그 배터리를 사용하면 텐노스 아테네의 기억과 몸이 일시적으로 되돌아온다. 시간이 지나면 다시 어린아이의 모습으로 되돌아간다.
현재 카츠라 히나기쿠와 같은 방에서 지내고 있다.